# 黄菊花
黄菊花（1962年10月—），江西南昌人，汉族，中国民主同盟盟员。中华人民共和国政治人物、第十三届全国人民代表大会江西地区代表。

## 生平
2018年2月24日，当选为第十三届全国人大代表。